# The Mother Heart (film 1921)
The Mother Heart è un film muto del 1921 diretto da Howard M. Mitchell.

## Produzione
Il film fu prodotto dalla Fox Film Corporation.

## Distribuzione
Distribuito dalla Fox Film Corporation, il film uscì nelle sale statunitensi il 29 maggio 1921. In Francia, fu distribuito il 15 gennaio 1924 con il titolo Janette, petite maman, in Svezia quello di Hjärtat på rätta stället.